# Prošper Akvitanski
Sveti Prošper Akvitanski (lat. Prosper Aquitanus; Gallia Aquitania, oko 390. – Rim, oko 455.), kasnoantički kršćanski pisac, svetac i povjesničar. Bio je učenik svetog Augustina, uredski pisar pape Lava I. i prvi nastavljivač sveopćeg povjesničarskog djela "Chronicona" sv. Jeronima.

## Životopis
Rodio se oko 390. godine u Akvitaniji. Iz njegove "Poema coniugis ad uxorem" (Pjesma muža ženi), zaključuje se da je bio oženjen. Sporazumom sa ženom ili zbog njene smrti odlazi u Massiliju gdje postaje redovnik. Ubrzo je napisao dvije rasprave o nauku sv. Augustina. Nakon Augustinove smrti odlazi u Rim papi Celestinu I. kako bi i on stao u obranu Augustinova nauka. Papa ga je poslušao i piše poslanicu. No poslanica nije imala velik utjecaj pa je Prošper nastavio s pisanjem rasprava. Za vrijeme pontifikata pape Lava Velikoga Prošper postaje njegov uredski pisar. Umro je oko 455. godine. Jedini je znak da su ga štovali kao sveca freska u bazilici Svetog Klementa u Rimu iz 9. stoljeća. Baronije ga je stavio u svoj martirologij na dan 25. lipnja.

## Glavna djela
- Capitua Caelestiana
- Carmen de ingratis
- De gratia Dei et libero arbitrium contra collatorem
- De vocatione omnium gentium.
- Epistulae
- Epitaphium Nestorianae et Pelagianae haereseon.
- Exposito Psalmorum
- Liber sententiarum ex operibus
- Epigrammata
- Liber epigrammatum ex sententiis sancti Augustini
- Epigrammatum ad Flavianum  Zajedno s papom Lavom I.
- Epitoma chronicorum.
- Poema conjugis ad uxorem.
- Pro Augustino responsiones ad excerpta Genuesium
- Responsiones ad capitula Gallorum
- Responsiones ad capitula obiectionum Vincentianarum
- Liber Sententiarum

## Vanjske poveznice
- Opera Omnia,  Migne Patrologia Latina s analitičkim indeksima